# Grogarnsberget

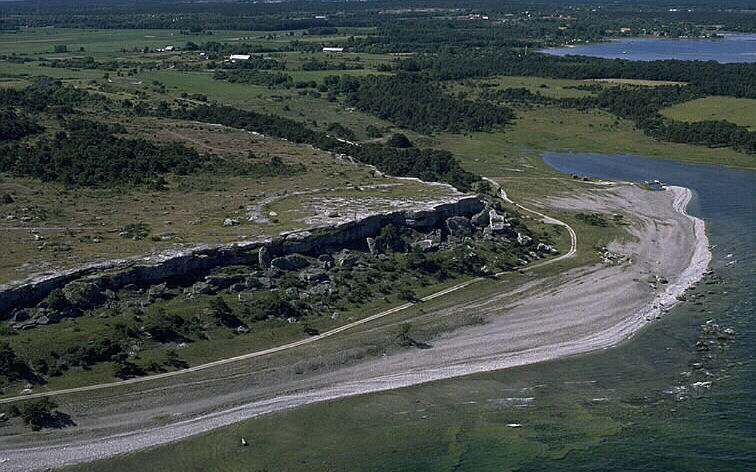
Grogarnshuvud

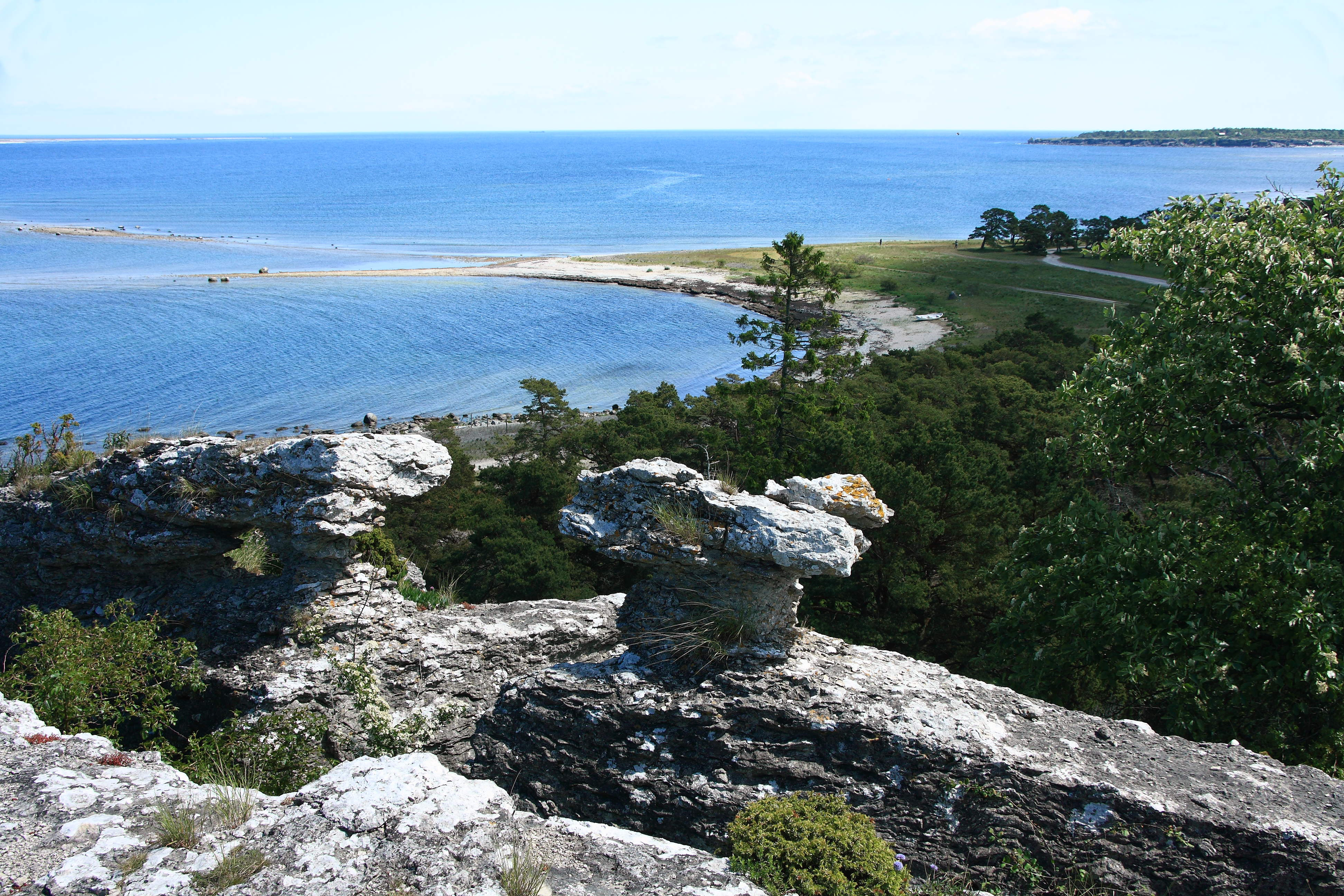
Blick vom Grogarnberg

Grogarnsberget (oder Grogarnsberg) ist eine ehemalige Höhenburg in Östergarn auf der schwedischen Insel Gotland und gehört neben der Torsburg zu den vier größten vorgeschichtlichen Wallburgen (schwedisch fornborg) Skandinaviens.
Die Burg lag auf dem Grogarnshaupt, der Nordspitze des Grogarnberges. Der 30 m hohe aufs Meer hinausragende Felsen bietet Schutz nach drei Seiten. Im Süden wurden zwei bis zu 100 Meter lange Steinwälle aufgeschichtet, die wahrscheinlich Palisaden trugen. Von der Burg aus kann man die übrigen großen Burgen dieser Region sehen. Bei archäologischen Untersuchungen der äußeren Wallanlage wurden Pfeilspitzen aus der späten Vendelzeit (550–800 n. Chr.) entdeckt, die einen Anhaltspunkt für die Datierung der Burg liefern. Gefundene Holzpfosten, vermutlich ehemals Teil der Palisaden, konnten auf das Jahr 740 datiert werden.
Im Westen, Osten und Süden liegen die historischen Häfen Katthammarsvik, Herrvik und Sandviken, die Ausgangspunkte für Fahrten ins Baltikum darstellen. Die Häfen gehen wahrscheinlich auf vendel- und wikingerzeitliche Häfen in der damals tief eingeschnittenen Bucht zwischen dem Östergarns- und dem Grogarnsberg zurück. 
Auf Gotland sind 82 derartige Burganlagen bekannt. Die meisten haben weniger als 800 m² Innenfläche. Grogarnsberget ist mit 450 m × 100 m (45000 m²) die viertgrößte Anlage ihrer Art in Skandinavien und die zweitgrößte auf Gotland. Die größte in Skandinavien ist Hallebergs fornborg mit etwa 20 km² in Västergötland, die zweitgrößte Lollands Østerborg auf Lolland in Dänemark (etwa 4,0 km²). Die drittgrößte Anlage in Skandinavien und größte auf Gotland ist die Torsburg (ca. 1,2 km²). Grogarnsberget hat einen äußeren und einen inneren Wall. Im Inneren der Burg fand man, anders als auf anderen Burghügeln der Insel, Hausfundamente aus der Eisenzeit. Die vorgelagerte Insel Östergarnsholm ist eine weitere Fornborg.
Das Gebiet ist auch als Naturreservat und Natura 2000-Gebiet ausgewiesen.